# Mario Loreti

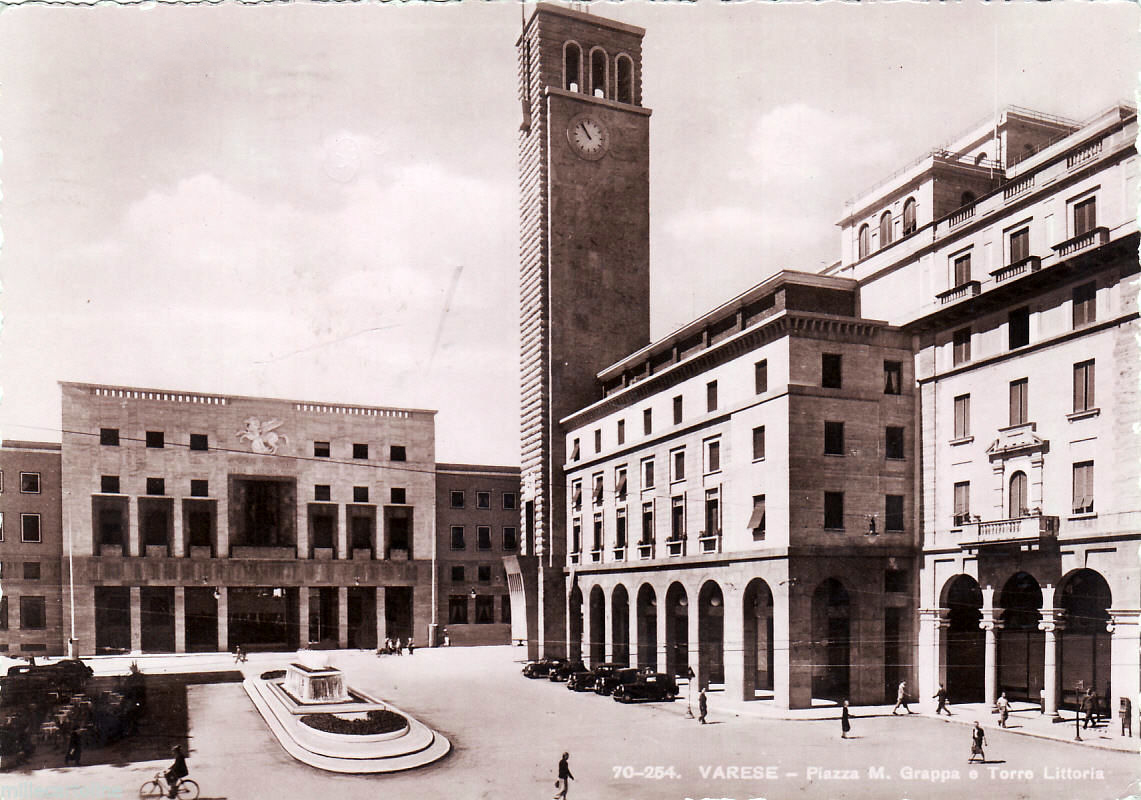
Piazza Monte Grappa, Varese

Mario Loreti (Roma, 7 settembre 1898 – Roma, 4 marzo 1968) è stato un ingegnere e architetto italiano.

## Biografia
Architetto romano, si laurea in ingegneria civile nel 1921 e affianca il padre nella conduzione dell'azienda di arredamento.
Numerose le sue opere di architettura e le sistemazioni urbane da lui realizzate (Si veda Alessandro Mazza , Misura, cornice, torsione. La modernità di Mario Loreti, in M. Docci, M. G. Turco (a cura di), L'architettura dell'"altra" modernità, in Atti del XXVI Congresso di Storia dell'Architettura, Roma, 11-13 Aprile 2007, Gangemi ed., Roma 2010, pp. 400-413). 
Fra le architetture a Roma si ricordano l’Hotel Mediterraneo di via Cavour, costruito per l’Esposizione Universale di Roma del 1942, numerose palazzine di Corso Trieste, Via Chiana e Piazza Bologna. Nel 1930 fu chiamato dalla Singer, famosa ditta americana di macchine da cucire, per la costruzione della sua sede in Italia in via Alessandro Specchi, oggi trasformato in albergo di lusso. Nel 1936 Loreti progetta il complesso religioso di Sant’Orsola in via Livorno, con l’Istituto scolastico e la chiesa. Dal 1940 si dedica alla ristrutturazione dell’hotel Hassler in via Sistina.

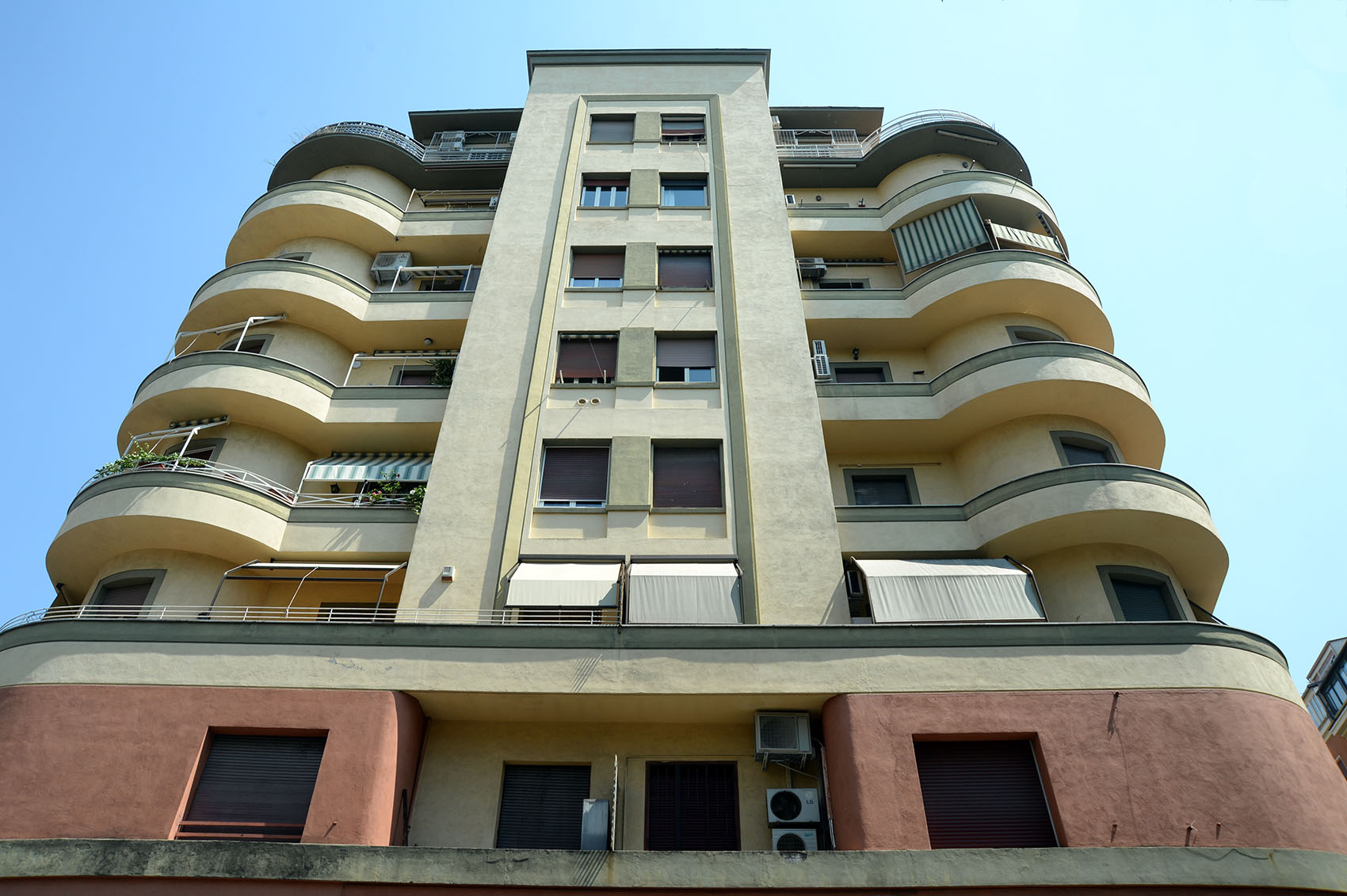
Il palazzo di piazza Bologna a Roma

Dalla metà degli anni Trenta, grazie all’adesione al regime, Mario Loreti ottiene una serie di commissioni governative a Varese, recentemente elevata a Capoluogo di Provincia. In particolare
(Ingegner Mopurgo, Piano regolatore del Comune di Varese del 30 ottobre 1929)
Per la realizzazione della nuova Piazza Monte Grappa venne demolito l'intero quartiere presente sul lato sud della vecchia piazza. L'architetto romano è l'autore del progetto degli edifici che delimitano la piazza (l'attuale sede della Camera di Commercio, Torre Civica, l'edificio INPS, le Assicurazioni RAS la fontana centrale e altri edifici privati). La Casa del Fascio, nota anche come Palazzo Littorio e sede dell’attuale Questura, venne edificata a partire dal 1932 e inaugurata il 28 ottobre del 1933.  Si occupa inoltre di due importanti progetti della comunità varesina in campo sociale: la Colonia Varese di Cervia e il “Villaggio Sanatoriale Eugenio Morelli” di Sondalo, entrambi iniziati nel 1936.  A Mantova progetta nel 1935 la sede dell’Istituto Nazionale Fascista della Previdenza Sociale.
Nel dopoguerra si occupa del piano regolatore di Chianciano Terme.